# ルーカス・ミシェウ・メンデス
ルーカス・メンデス（Lucas Mendes、لوكاس مينديز）ことルーカス・ミシェウ・メンデス（ポルトガル語: Lucas Michel Mendes、アラビア語: لوكاس ميشيل مينديز、1990年7月3日 - ）は、ブラジル生まれでカタールに帰化したサッカー選手。カタール代表。ポジションはDF。
2024年11月15日にウズベキスタンと対戦し、後半アディショナルタイムに値千金となる勝ち越し点を挙げチームを勝利へと導いた。

## クラブ歴
コリチーバFCの下部組織出身で、2008年8月20日に行われたカンピオナート・ブラジレイロ・セリエAでマウリシオ・ハモスとの交代で途中出場し選手初出場を飾ったものの、この試合でレッドカードを受けて退場した。その後全国リーグ出場は暫く無かったが、2010年にカンピオナート・ブラジレイロ・セリエBでレギュラーを取った。
2012年夏にリーグ・アンのオリンピック・マルセイユに完全移籍した。
2014年8月15日にカタール・スターズリーグのアル・ジャイシュ・ドーハに完全移籍した。その後、アル・ドゥハイルSC、アル・ガラファ、アル・ワクラSCとカタールでクラブを渡り歩いた。

## 代表歴
カタールリーグに長年在籍した結果同国に帰化し、2023年11月9日にカタール代表に初招集を受けた。同月21日の2026 FIFAワールドカップ・アジア2次予選のインド代表戦で代表初出場を記録した。その後、AFCアジアカップ2023のメンバーに選出された。